# 이성애
이성애(異性愛, 영어: heterosexuality)란 자신과 다른 성별(gender)의 사람에게 성적 끌림을 느끼는 성적 지향이다.
이성애는 동성애, 양성애와 함께 이성애-동성애 이분법에 따라 분류되는 3가지의 주요 성적 지향 중 하나이다. 이성애는 인간 뿐만 아니라 모든 포유류에게서도 발견된다.

이성애의 상징

## 이성애 주의
이성애주의는 이성애와 다른 모든 다른 성적 지향, 즉 동성애자와 양성애자를 비롯해서 무성애자, 범성애자, 트랜스젠더 등 성소수자를 배척하고 차별하는 행동과 편견을 의미한다. 단 트랜스젠더는 성적 지향이 아닌 성 정체성이다.

### 이성애 규범성
이성애 규범성은 이성애적 관계만을 전세계적 규범으로 보고 다른 모든 형태의 성 행위를 일탈로 보는 경향을 말하는 용어이다. 이 용어는 1991년 마이클 워너가 사용한 이후 널리 알려졌다.

## 종교적 관점
많은 종교인들은 남녀 간의 성관계만 허용된다고 믿는다. 어떠한 종교인들은 이를 죄로 취급하기도 하는데, 곧 이러한 종교인들은 모든 성 관계를 죄로 간주하며 금욕을 중시한다. 어떠한 종교인들은 이성 관계를 금욕보다 열등한 것으로 간주한다. 어떠한 종교인들은 가톨릭 사제들과 같은 특정한 역할에 금욕을 요구한다. 그러나 가톨릭 교회는 이성 결혼을 필수적인 것으로 보기도 한다.

## 내분비학(en:Endocrinology)적 관점
출생전 디에틸스틸베스트롤에 노출된 여성(Prenatal Diethylstilbestrol-exposed women) 이성애(Heterosexual) 여성을 76% 낳는다. 동성애 남성(Homosexual men) 68%와 양성애 남성(Bisexual men) 40%가 아니면(이성애 남성이면), 출생전 남자를 임신한 산모의 스트레스(Prenatal stress during their mother’s pregnancy with men)에 처하지 않은 경우이다. 동성애와 양성애 지향(Homosexual∧Bisexual orientation) 92%가 아니면(이성애 남성이면), 남성 전형적 활동(male-typical activities)을 하는 이성애 소년인 경우이다. 따라서 내분비학적으로 이성애 지향도 선천적인 것으로 나타난다.